# 오츠카 네네
오츠카 네네(Nene Otsuka, 1968년 6월 14일 ~ )는 일본의 배우이다.
도쿄에서 태어났다.

## 방송
- 천재 바카본 3
- 아재's 러브
- 최상의 명의 2017
- 우츠보카즈라의 꿈
- 춤춰라! 카구라공주

## 영화
- 마음이 외치고 싶어해 (2017년)
- 춤춰라! 카구라공주 (2016년)
- 괴도 야마네코 (2016년)
- 도쿄 센티멘탈 (2016년)
- 미루나무의 가을 (2015년)
- 러브 뱀파이어 (2015년) - 마리오 역
- 유감스러운 남편 (2015년)
- 절벽 위의 트럼펫 (2015년) - 미츠코 역
- 두근두근, 도쿄! (2013년)
- 인연 헌터 (2013년)
- 라스트 신데렐라 (2013년) - 미키 역
- 메이드 인 재팬 (2012년)
- 가족의 노래 (2012년)
- 진짜로 일어날지도 몰라 기적 (2011년) - 엄마 노조미 역
- 순간 반짝임 (2010년) - 키리노 마키코 역
- 안미츠 공주 2 (2009년)
- 아말피 여신의 보수 (2009년) - 요시미 역
- 도모마타의 죽음 (2008년) - 쿠도료 역
- 휴가 (2008년)
- 집오리와 들오리의 코인로커 (2007년) - 레이코 역
- 히어로 (2007년) - 나카무라 미스즈 역
- 우미자루 2 - 리미트 오브 러브 (2006년) - 혼마 메구미 역
- 불타오를 때 (2006년)
- 늑대소녀 (2005년)
- 기관차 선생 (2005년)
- 플릭 (2005년)
- 베이싱 (2005년) - 계모 역
- 그녀의 은밀한 사랑 일기 (2005년)
- 문제없는 우리 (2004년) - 마츠시타 모모카 역
- 우츠츠 (2002년)
- 히어로 - 시리즈 (2001년)
- 걷는 남자 (2001년) - 시미즈 노부코 역
- 웃는 개구리 (2001년)
- 살해 (2000년)
- 천국에서 온 사내들 (2000년)
- 춤추는 대수사선 - 가을의 범죄박멸 스페셜 (1998년)
- 모리 모토나리 (1997년)
- 스왈로우테일 버터플라이 (1996년)
- 화장실의 하나코 (1995년)